# Palazzo Guarini

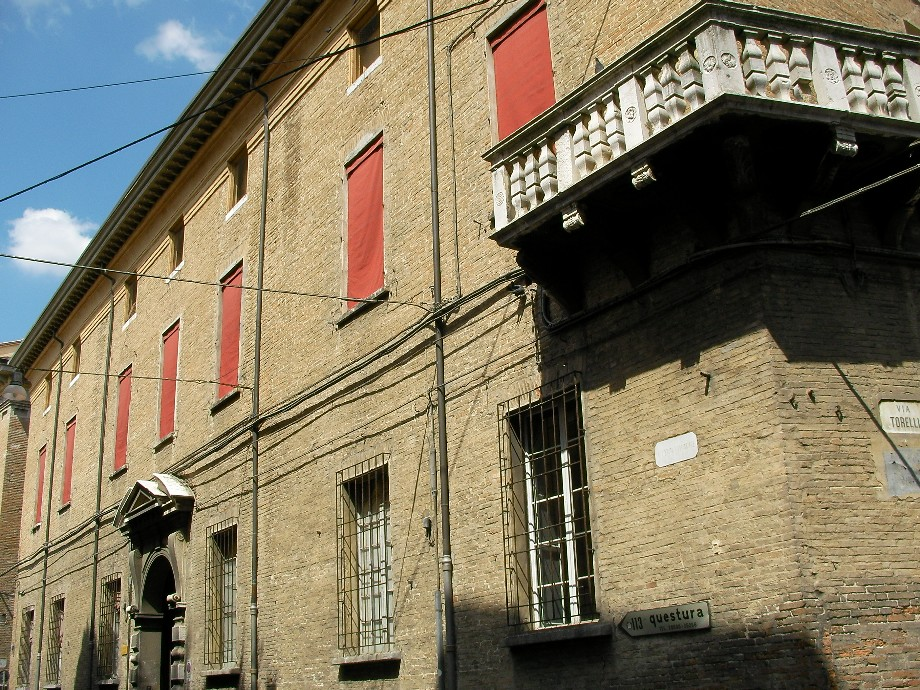
Palazzo Guarini mit Balkon aus dem 16. Jahrhundert

Der Palazzo Guarini, auch Palazzo Guarini Torelli, ist ein Adelspalast im historischen Zentrum von Forlì in der italienischen Region Emilia-Romagna. Er liegt am Corso Giuseppe Garibaldi 94 an der Ecke zur Via Torelli. Der Palast liegt an der alten Via Aemilia.

## Geschichte
Der Palast stammt aus dem 16. Jahrhundert und gehörte zuerst der Familie Torelli und später der Familie Fabri Guarini. Im 17. Jahrhundert und im 18. Jahrhundert wurde er umgebaut.

## Beschreibung
Das Äußere des Palazzo Guarini ist sehr einfach gehalten und an der Ecke hat der Renaissancepalast einen Balkon aus dem 16. Jahrhundert. Das Eingangsportal dagegen stammt aus dem 17. Jahrhundert.
Im Innenhof befinden sich eine quadratische Vorhalle und ein Garten mit einem Taubenhaus. Der Palast grenzt an den Palazzo Sassi Masini mit Blick auf die Via Maroncelli. In den Räumen kann man noch Möbel aus dem 18. Jahrhundert betrachten sowie die klassizistischen Dekorationen und Gemälde von Felice Giani.

## Galeriebilder

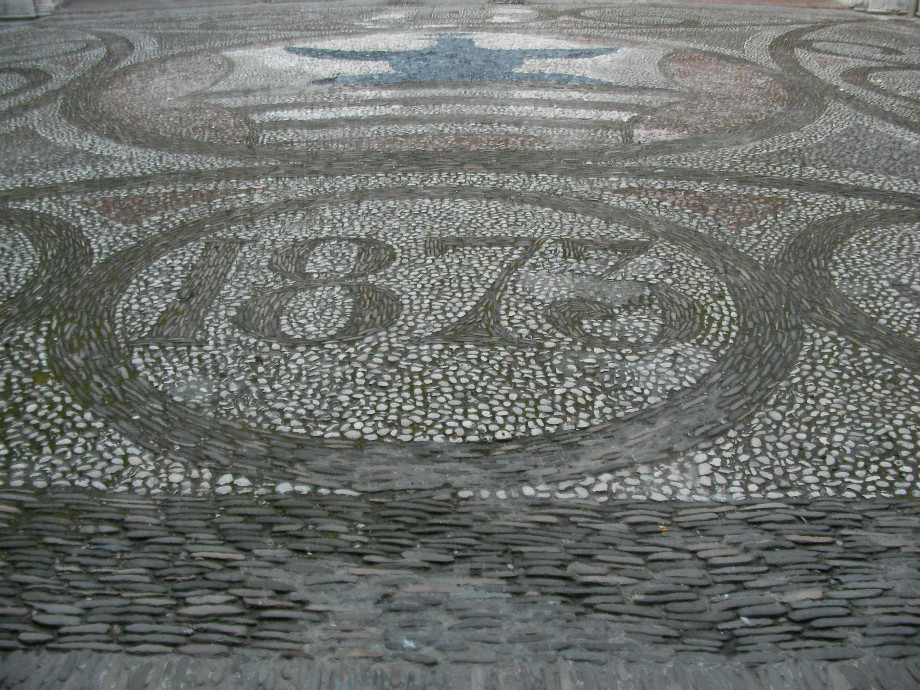
Das Pflaster im Innenhof
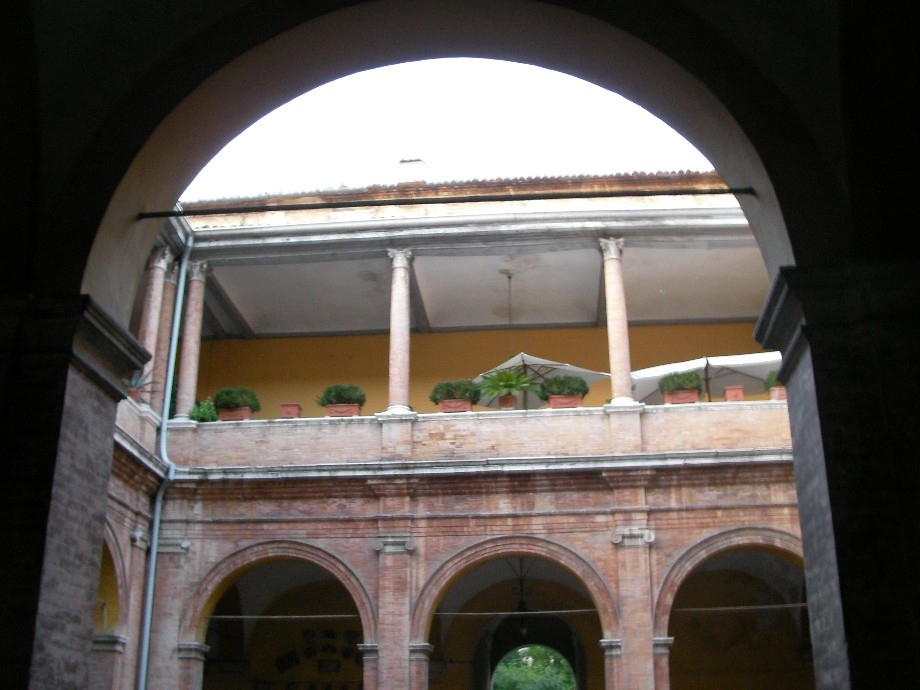
Der Innenhof
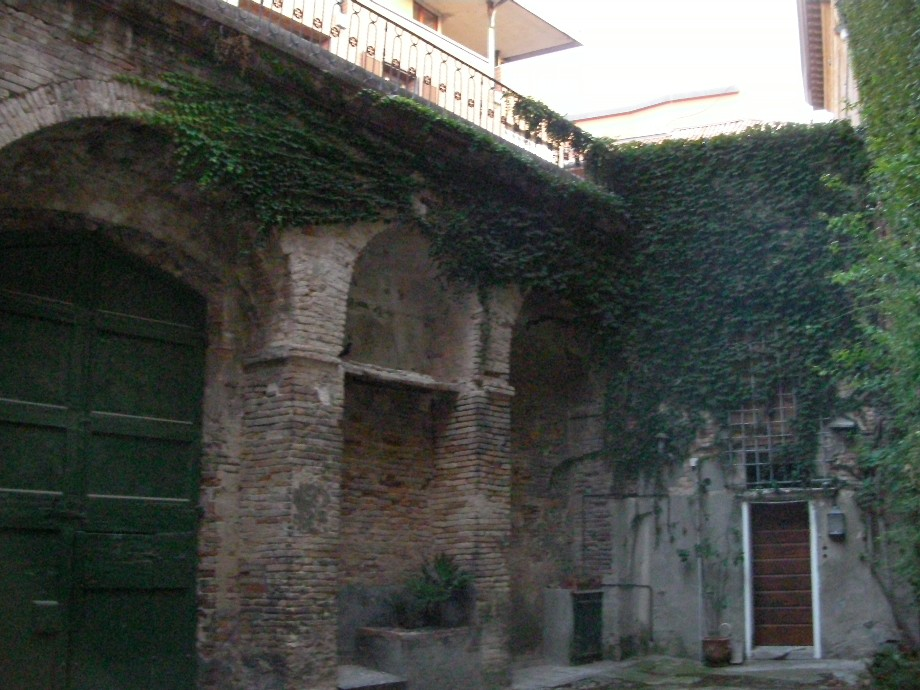
Ein kleiner Seitenhof